# Sorhoanus huanglutus
Sorhoanus huanglutus är en insektsart som beskrevs av Kuoh 1981. Sorhoanus huanglutus ingår i släktet Sorhoanus och familjen dvärgstritar. Inga underarter finns listade i Catalogue of Life.